# Pleiocarpidia
Pleiocarpidia  es un género con 29 especies de plantas con flores perteneciente a la familia de las rubiáceas.
Es nativo de Malasia.

## Especies seleccionadas
- Pleiocarpidia assahanica Bremek. (1940).
- Pleiocarpidia borneensis (Miq.) Bremek. (1940).
- Pleiocarpidia bracteolata (Ridl.) Bremek. (1940).
- Pleiocarpidia capitata Bremek. (1940).[4]